# Gregor Mühlberger
Gregor Mühlberger (Haidershofen, Baixa Àustria, 4 d'abril de 1994) és un ciclista austríac, professional des del 2013 i actualment a les files del Movistar Team. Ha guanyat diferents campionats nacionals tant en ruta com en contrarellotge.

## Palmarès
- 2014
  -  Campió d'Àustria sub-23 en ruta
  -  Campió d'Àustria en contrarellotge sub-23
  - 1r al Trofeu Banca Popolare di Vicenza
  - 1r al Carpathia Couriers Path i vencedor d'una etapa
  - Vencedor d'una etapa a l'Istrian Spring Trophy
  - Vencedor d'una etapa a la Volta a l'Alta Àustria
- 2015
  -  Campió d'Àustria sub-23 en contrarellotge
  - 1r al Gran Premi d'Izola
  - 1r a la Cursa de la Pau sub-23 i vencedor d'una etapa
  - 1r al Gran Premi Raiffeisen
  - 1r a la Volta a l'Alta Àustria i vencedor d'una etapa
- 2016
  -  Campió d'Àustria sub-23 en ruta
- 2017
  -  Campió d'Àustria en ruta
  - 1r a la Volta a Colònia
- 2018
  - Vencedor d'una etapa al BinckBank Tour
- 2020
  - 1r al Sibiu Cycling Tour i vencedor de 2 etapes
- 2023
  -  Campió d'Àustria en ruta
  - Vencedor d'una etapa al Tour dels Alps
  - Vencedor d'una etapa a la Volta a Alemanya

### Resultats a la Volta a Espanya
- 2016. 114è de la classificació general
- 2019. Abandona (5a etapa)
- 2022. 50è de la classificació general

### Resultats al Giro d'Itàlia
- 2017. 41è de la classificació general

### Resultats al Tour de França
- 2018. 76è de la classificació general
- 2019. 25è de la classificació general
- 2020. Abandona (11a etapa)
- 2022. 29è de la classificació general
- 2023. 44è de la classificació general